# 오스틴 파워: 제로
《오스틴 파워: 제로》(영어: Austin Powers: International Man of Mystery, 짧게 영어: Austin Powers)는 1997년 개봉한 미국의 첩보 코미디 영화이다. 제이 로치가 연출하였으며, 마이크 마이어스가 각본을 맡고 주인공 오스틴 파워스와 그의 숙적인 닥터 이블을 동시에 연기하였다. 그 외에 엘리자베스 헐리, 로버트 와그너, 세스 그린, 마이클 요크 등이 출연하였다.
평과 흥행 양면에서 성공하면서 오스틴 파워 영화 시리즈가 만들어졌으며, 속편 《오스틴 파워: 나를 쫓아온 스파이》(1999)와 《오스틴 파워 3: 골드멤버》(2002)로 이어진다.

## 줄거리
1967년 영국 비밀 요원 오스틴 파워스는 숙적 닥터 이블의 암살 시도를 저지한다. 닥터 이블이 냉동 로켓을 타고 우주로 사라지자 오스틴 파워스도 미래에 닥터 이블을 막기 위해 자진해서 냉동 보존에 들어간다.
30년 뒤 닥터 이블이 깨어나고 오스틴 파워스 역시 국방부에 의해 해동된다. 이제 닥터 이블은 지구 중심에 핵탄두를 박아 전 세계에 화산 폭발을 일으킬 속셈이다.

## 출연
- 마이크 마이어스 - 오스틴 파워스 / 닥터 이블 역
- 엘리자베스 헐리 - 버네사 켄징턴 국방부 요원, 켄징턴 부인의 딸 역
- 로버트 와그너 - 넘버 2 역
- 세스 그린 - 스콧 이블, 닥터 이블의 냉동 정자로 만들어진 아들 역
- 민디 스털링 - 프라우 파비시나 역
- 마이클 요크 - 배질 엑스퍼지션 역
- 파비아나 우데니오 - 어로타 퍼자이나, 이탈리아인 비서 역
- 윌 페럴 - 무스타파 역
- 미미 로저스 - 켄징턴 부인, 오스틴 파워스의 1960년대 사이드킥 역
- 조 손 - 랜덤 태스크, 닥터 이블의 심복 역
- 찰스 네이피어 - 길모어 미국 전략사령부 사령관 역
- 일리아 배스킨 - 보르스쳬프스키 러시아 대외정보국 장군 역
- 클린트 하워드 - 존슨 리터 역
- 브라이언 조지 - 유엔 사무총장 역
- 톰 아널드 - 텍선 역
- 캐리 피셔 - 치료사 역 (크레디트 미기재)
- 버트 배커랙 - 본인 역
- 마이클 맥도널드 - 심복 스티브 역
- 신시아 러몬테인 - 펨봇 1 역
- 신디 마골리스 - 펨봇 2 역

그 외
- 로이스 차일스 - 스티브의 아내 역 (영국판)
- 크리스천 슬레이터 - 최면에 걸린 경비 역 (영국판)
- 롭 로 - 빌, 존의 친구 역 (영국판)
- 켈리 프레스턴 - 후터스 종업원 역 (삭제)

## 기타 제작진
- 배역: 존 팹시데라
- 미술: 신시아 케이 셔렛
- 의상: 디나 어펠